# 孔利
孔利（法語：Conlie，法語發音：[kɔ̃li]）是法国萨尔特省的一个市镇，属于马梅尔斯区。

## 地理
孔利（48°7'24"N, 0°1'3"W）面积17.16 平方千米，位于法国卢瓦尔河地区大区萨尔特省，该省份为法国西北部内陆省份，北起顺时针与奥恩省、厄尔-卢瓦省、卢瓦-谢尔省、安德尔-卢瓦尔省、曼恩-卢瓦尔省和马耶讷省接壤，是法国大西部的入口，连接卢瓦尔河谷、布列塔尼和巴黎盆地。
与孔利接壤的市镇（或旧市镇、城区）包括：讷维拉莱、泰尼、屈尔、栋夫龙昂香槟、贝尔奈讷维昂香槟。

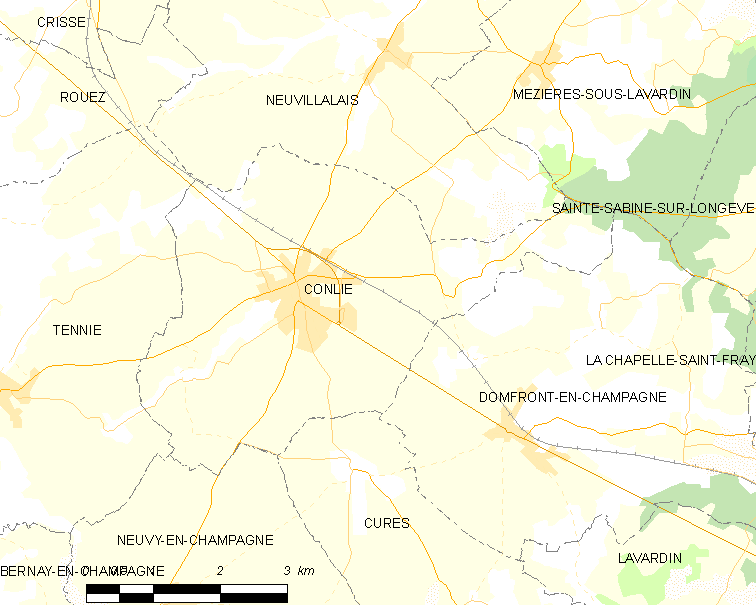
孔利的OSM定位图

孔利的时区为UTC+01:00、UTC+02:00（夏令时）。

## 行政
孔利的邮政编码为72240，INSEE市镇编码为72089。

## 政治
孔利所属的省级选区为卢埃县。

## 人口

1962-2008年间孔利人口变化图示

孔利于2022年1月1日时的人口数量为1828人。